# Nota bene
Nota Bene és una locució llatina que significa "nota bé", en el sentit de "vigila", "vés amb compte", "fixa't-hi". És freqüent en els llibres per ressaltar algun punt. Apareix normalment abreviat com a N.B.
Gramaticalment, està formada amb l'imperatiu de noto (nota) i l'adverbi bene (bé).